# Eduard Pellens
Eduard Pellens, né à Anvers (Belgique) le 14 octobre 1872 et mort dans cette ville le 20 septembre 1947, est un graveur sur bois, artiste peintre, graphiste et illustrateur belge.

## Biographie
Né le 3 octobre 1872 à Anvers, Eduard Pellens a étudié la gravure sur bois auprès d'Edouard Vermorcken (d).
Dans les années 1920, il collabore aux publications de la Société de la gravure sur bois originale.
Professeur à l'Académie royale des beaux-arts d'Anvers, il a eu pour élèves Reinhart Dozy et Henri Wils (nl).
Eduard Pellens meurt en 1947.

## Œuvres

### Collections publiques
- Arlon, musée Gaspar, collection de l'Institut archéologique du Luxembourg gravure sur bois en couleur[3].